# Orutua (fleuve)
Le fleuve Orutua (en anglais : Orutua River) est un cours d’eau de la région de Gisborne dans l’Île du Nord de la Nouvelle-Zélande.

## Géographie
C’est  l’une des rivières le plus à l’Est du pays . Elle prend naissance dans les collines abruptes situées au Sud-ouest de Cap Est, s’écoulant vers le nord pour atteindre l’Océan Pacifique à l’est de la ville de Te Araroa .